# Logenhaus (Lübeck)

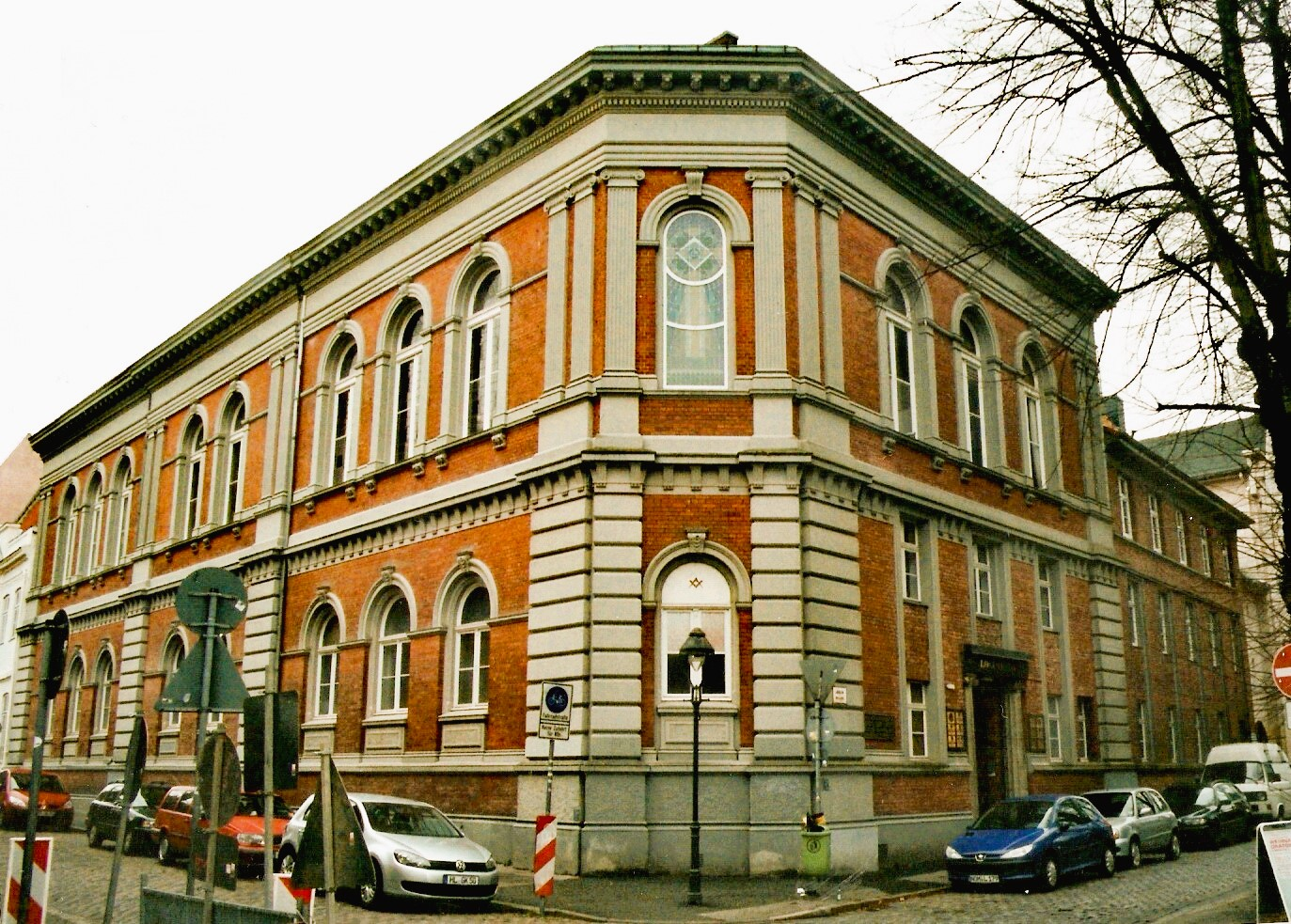
Logenhaus

Das Logenhaus in Lübeck ist ein 1882 errichteter denkmalgeschützter Bau, der mehreren Logenvereinigungen dient. Das Logenhaus befindet sich an der Ecke Schildstraße 22–30/St.-Annen-Straße 2.

## Geschichte

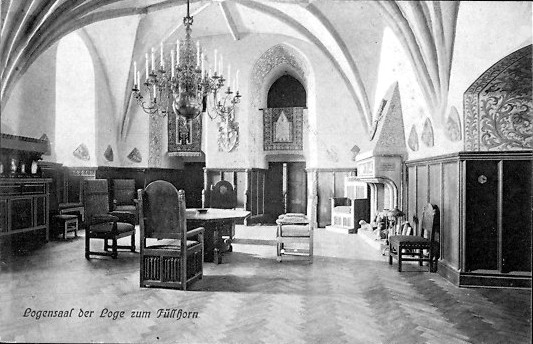
Einstiger Logensaal der Loge „Zum Füllhorn“

Das Grundstück gehörte im Mittelalter zu einer Reihe von Höfen an der damaligen Ritterstraße. Erster bekannter Besitzer war 1340 der Domdekan Johannes de Campen. 1353 erwarb Tidemann Warendorp das Grundstück; später waren der Ritter Johannes Tysenhusen und Jordan Pleskow Eigentümer. Zu den Besitzern gehörten auch mehrere Angehörige der patrizischen Zirkelgesellschaft wie Tidemann Steen und Heinrich von Stiten. 1663 wurde in dem damals dort stehenden Haus August Hermann Francke geboren.
1862 erwarb die Lübecker Loge Zum Füllhorn (gegründet 1772) von den Erben Matthias Ludwig Leithoffs das inzwischen weitgehend überbaute Areal und ließ hier 1882 ihr neues Logenhaus errichten. 1926 erfolgte ein Um- und Erweiterungsbau. Nach dem Verbot der Freimaurerlogen durch die Nationalsozialisten musste das Haus am 19. Juli 1935 unter Zwang verkauft werden. Das Inventar ging weitgehend verloren, die 1926 eingebauten farbigen Glasfenster mit freimaurerischen Motiven wurden zerstört. Im Jahr darauf übernahm das Archiv der Hansestadt Lübeck unter seinem Leiter Georg Fink das Gebäude und ließ ein sechsgeschossiges Stahlmagazin einbauen. Der Logensaal selbst wurde unter dem Namen Aegidiensaal (nach der benachbarten Aegidienkirche) für Kammerkonzerte und Lesungen genutzt.
Das Gebäude überstand den Luftangriff auf Lübeck am 29. März 1942. 1945 durch die britische Militärverwaltung zunächst wieder für Archivzwecke freigegeben, forderte die inzwischen wieder konstituierte Loge die Rückgabe. Diese erfolgte juristisch 1950; tatsächlich konnte das Haus jedoch erst nach Fertigstellung des neuen Archivgebäudes am Dom 1961 freigezogen, renoviert und 1962 wieder als Logenhaus eingeweiht werden.

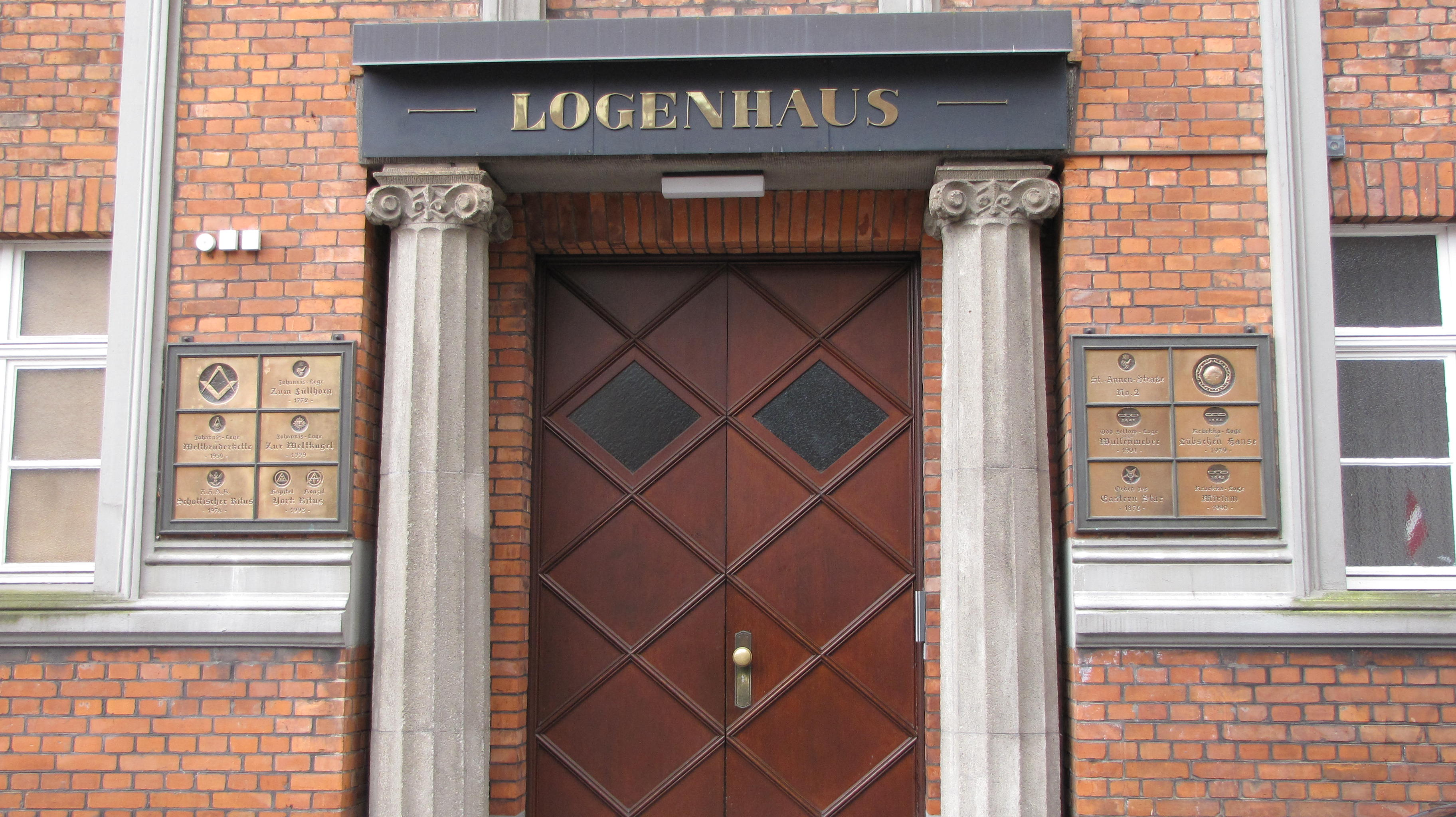
Eingang mit Logenschildern

## Nutzung
Während vor 1933 die meisten der Freimaurerlogen Lübecks ihr eigenes Logenhaus hatten, dient das Haus, dessen Eigentümer nach wie vor die Loge Zum Füllhorn ist, heute allen Logen für ihre Arbeit, darunter auch der zweitältesten Lübecker Loge Zur Weltkugel sowie der 1950 gegründeten Loge Zur Weltbruderkette. Von 1949 bis 2023 hatte überdies die dann erloschene Jürgen-Wullenweber-Loge des Independent Order of Odd Fellows als Mieterin hier ihren Sitz. Das Haus kann ferner für Veranstaltungen und Feiern gemietet werden.